# Réserve indienne de Round Valley
La Réserve indienne de Round Valley est située au nord du comté de Mendocino en Californie, et sur une petite partie du comté de Trinity. Elle a été créée en 1856.
La population totale de la réserve en 2000 est de 300 habitants, dont 99 vivent à Covelo.

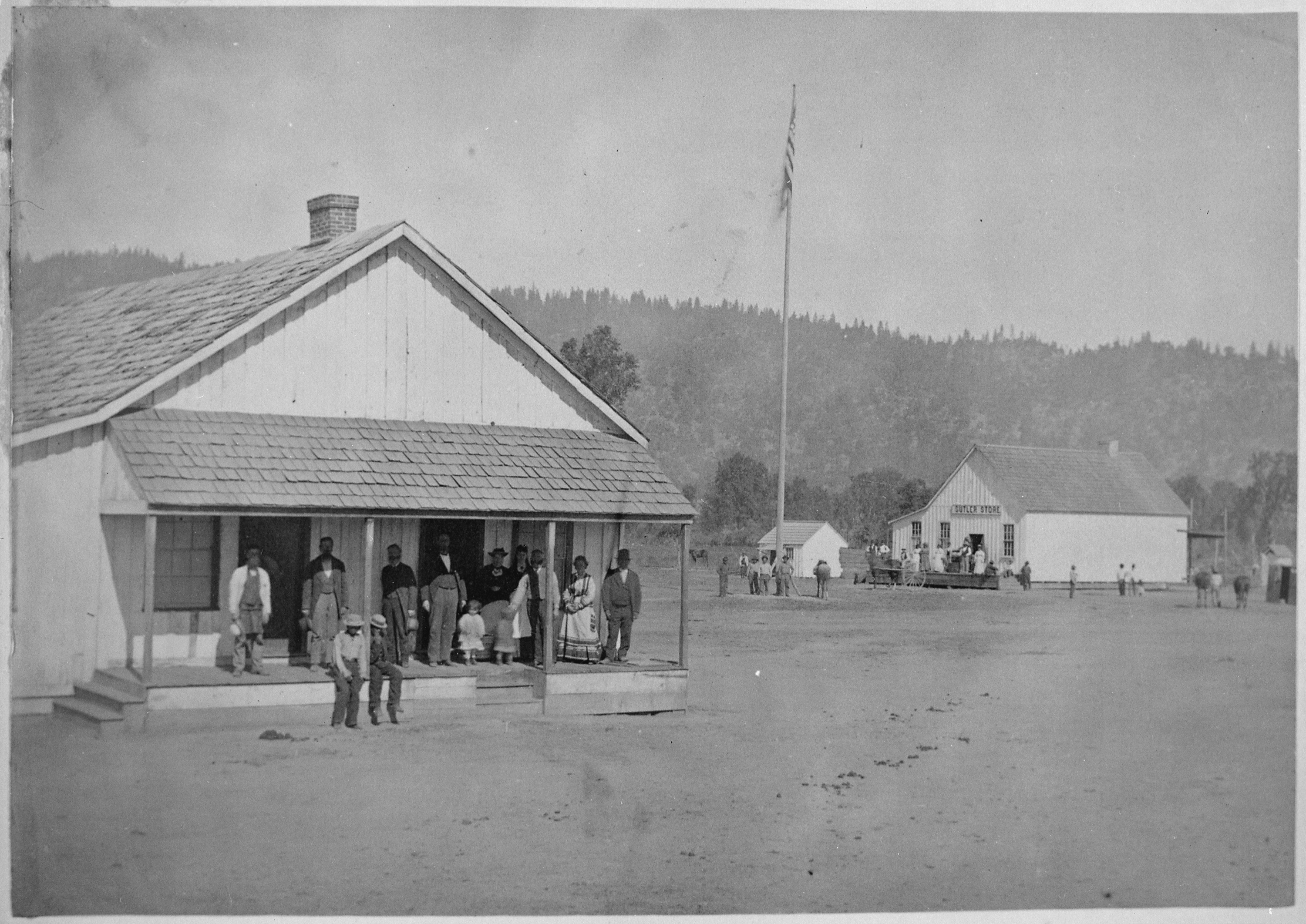
Bureau de l'agence de Round Valley en 1876.